# Mehrez Hosni
Mehrez Hosni, né le 16 mai 1981, est un footballeur tunisien évoluant au poste de gardien de but.

## Carrière
- avant 2007 : Espérance sportive de Zarzis (Tunisie)
- 2007-? : Union sportive monastirienne (Tunisie)
  - 2008 : Espérance sportive de Zarzis (Tunisie), en prêt
- ?-2016 : Football Club Hammamet (Tunisie)
- 2016-2018 : Association sportive de Djerba (Tunisie)
- 2018-2019 : Jendouba Sports (Tunisie)
- 2019-2020 : Union sportive de Bousalem (Tunisie)